# Lindenwold
Lindenwold es un borough ubicado en el condado de Camden en el estado estadounidense de Nueva Jersey. En el año 2019 tenía una población estimada de 17 320 habitantes y una densidad poblacional de 1.710 personas por km².

## Geografía
Lindenwold se encuentra ubicado en las coordenadas 39°48′57″N 74°59′24″O / 39.81583, -74.99000.

## Demografía
Según la Oficina del Censo en 2000 los ingresos medios por hogar en la localidad eran de $36,080 y los ingresos medios por familia eran $40,931. Los hombres tenían unos ingresos medios de $34,990 frente a los $26,514 para las mujeres. La renta per cápita para la localidad era de $18,659. Alrededor del 11.8% de la población estaba por debajo del umbral de pobreza.